# Otmar Schissel von Fleschenberg
Otmar Schissel von Fleschenberg est un philologue autrichien, germaniste et byzantiniste, né le 8 août 1884 à Gföhl et mort le 28 décembre 1943 à Graz.